# 116th Air Control Wing

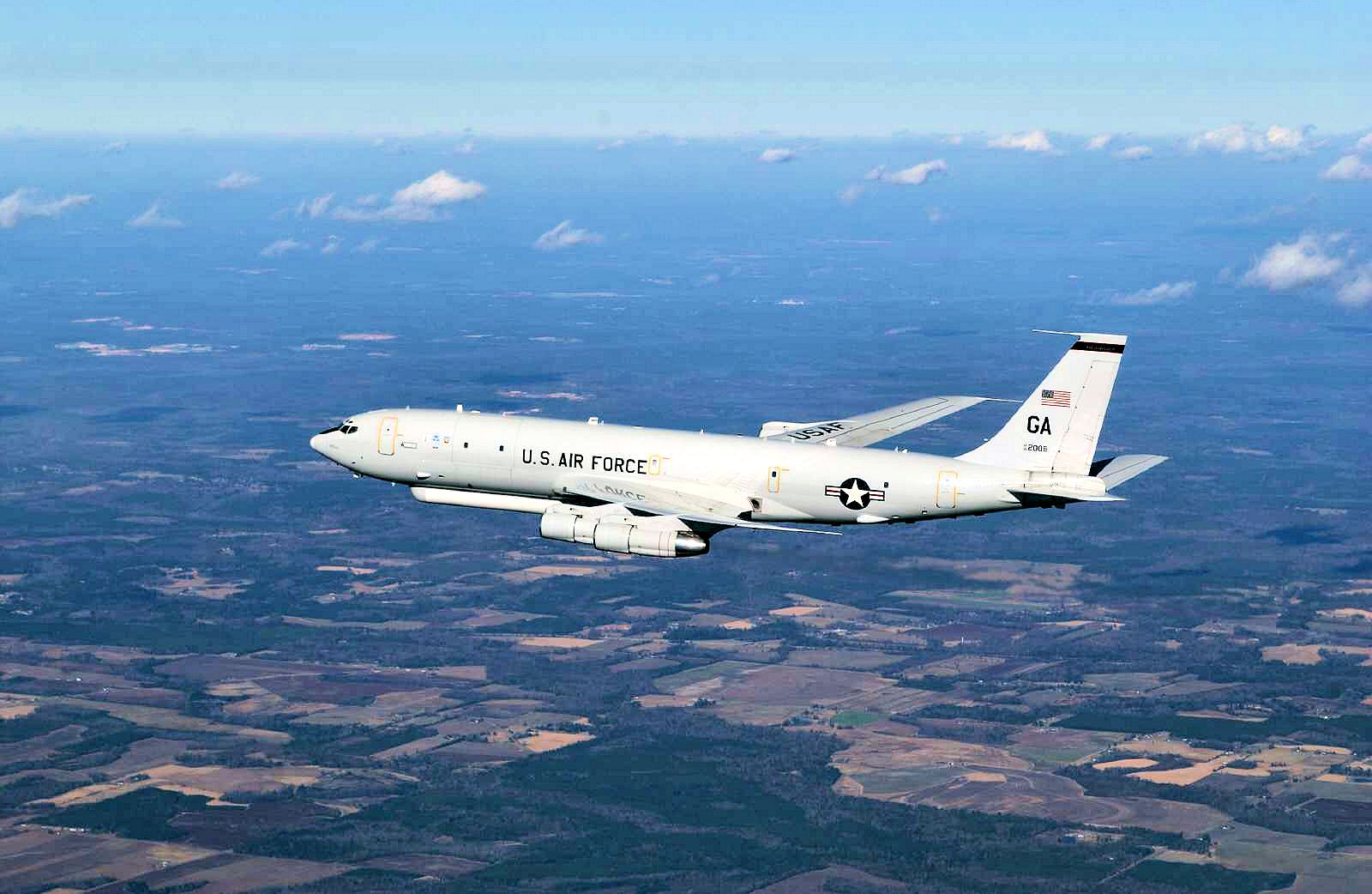
E-8C J-STARS dello Stormo

Il 116th Air Control Wing è uno Stormo da Rifornimento in volo della Georgia Air National Guard. Riporta direttamente all'Air Combat Command quando attivato per il servizio federale. 
Il suo quartier generale è situato presso la Robins Air Force Base, Georgia.

## Missione
Allo stormo è associato il 461st Air Control Wing, Air Combat Command, il quale fornisce personale di supporto per l'addestramento e la manutenzione ai suoi E-8C J-STARS

## Organizzazione
Attualmente, al settembre 2017, esso controlla:
- 116th Operations Group, codice visivo di coda GA
  - 116th Operations Support Squadron
  -  128th Airborne Command and Control Squadron - Equipaggiato con 16 E-8C J-STARS e 1 TE-8A per l'addestramento
- 116th Maintenance Group
  - 116th Aircraft Maintenance Squadron
  - 116th Maintenance Squadron
  - 116th Maintenance Operations Flight
- 116th Mission Support Group
  - 116th Civil Engineer Squadron
  - 116th Communications Squadron
  - 116th Force Support Squadron
  - 116th Logistics Readiness Squadron
  - 116th Security Forces Squadron
- 116th Comptroller Flight
- 129th Combat Training Squadron
- 139th Intelligence Squadron, Fort Gordon
- 202nd Engineering Installation Squadron
- 283rd Combat Communications Squadron, Dobbins Air Reserve Base
- 530th Air Force Band, Dobbins Air Reserve Base